# George Mason (actor)
George Mason es un actor neozelandés, conocido por haber interpretado a Regan Ames en la serie Shortland Street y a Martin Ashford en la serie Home and Away.

## Biografía
George tiene dos hermanas mayores.
George asistió al "Southland Boys' High" donde jugó rugby para la prestigiosa Southland Boys High School 1st XV.
George sale con la modelo de trajes de baño francesa Manon Buchalet, la pareja se comprometió en 2016.

## Carrera
En el 2005 obtuvo un papel en la película 50 Ways of Saying Fabulous donde interpretó a Arch, el intimidador de la escuela.
El 15 de abril de 2011 apareció como personaje recurrente en la serie Shortland Street donde interpretó al chico malo Regan Ames, el primo de Logan y ex-novio de Jill Kingsbury (Natalie Medlock), hasta el 7 de julio del mismo año luego de que su personaje se entregara a la policía por haber robado dinero.
Ese mismo año apareció en la película para la televisión Tangiwai: A Love Story donde interpretó a Matt Poore, un jugador de cricket neozelandés. La película se basó en hechos reales del mayor desastre sucedido en Nueva Zelanda en 1953 en luego de que un tren se descarrilara en Tangiwai y matara a 151 personas y dejara a 285 pasajeros heridos. 
En el 2013 se unió al elenco recurrente de la serie The Blue Rose donde interpretó a Ben Gallagher, el ex--novio de Jane March (Antonia Prebble ) quien lo descubre engañándola.
Ese mismo año se unió al elenco principal de la quinta temporada de la serie Go Girls donde interpretará a Ted Keegan, un joven cuyo objetivo es hacerse conocido y que tiene una hermana Bennie, hasta ahora.
El 27 de octubre de 2014 se unió al elenco principal de la popular serie australiana Home and Away donde interpretó a Martin "Ash" Ashford, hasta el 26 de abril de 2018.
A principios de diciembre del 2015 apareció en el primer especial de la serie Home and Away: "Home and Away: An Eye for An Eye" donde interpretó nuevamente a Martin Ashford. En agosto del 2016 se anunció que aparecería en el nuevo especial de la serie "Home and Away: Revenge" el cual será estrenado el 19 de diciembre del mismo año. Así como en el tercer especial titulado "Home and Away: All or Nothing", el cual será estrenado el 26 de enero de 2017. En abril del 2018 se anunció que dejaría la serie ese mismo año.

## Filmografía

### Series de televisión
| Año         | Título           | Personaje            | Notas          |
| ----------- | ---------------- | -------------------- | -------------- |
| 2014 - 2018 | Home and Away    | Martin "Ash" Ashford | 399 episodios  |
| 2013        | The Blue Rose    | Ben Gallagher        | 8 episodios    |
| 2013        | Go Girls         | Ted Keegan           | 13 episodios   |
| 2013        | Top of the Lake  | Joven                | episodio # 1.5 |
| 2011        | Shortland Street | Regan Ames           | 17 episodios   |

### Películas
| Año  | Título                           | Personaje            | Notas                                                                                               |
| ---- | -------------------------------- | -------------------- | --------------------------------------------------------------------------------------------------- |
| 2017 | Home and Away: All or Nothing    | Martin "Ash" Ashford | junto a Nicholas Westaway, Dan Ewing, Diarmid Heidenreich, Kyle Pryor, Lisa Gormley y Samantha Jade |
| 2016 | Home and Away: Revenge           | Martin "Ash" Ashford | junto a Dan Ewing, Diarmid Heidenreich, Kyle Pryor, Nicholas Westaway y Alea O'Shea                 |
| 2015 | Home and Away: An Eye for An Eye | Martin "Ash" Ashford | junto a Dan Ewing, Diarmid Heidenreich, Bonnie Sveen, Isabella Giovinazzo y Kyle Pryor              |
| 2014 | 3 Mile Limit                     | Bobbie               | junto a Bruce Hopkins, David Aston, Matt Whelan & Daniel Musgrove                                   |
| 2011 | Tangiwai: A Love Story           | Matt Poore           | junto a Rose McIver, Ryan O'Kane, Miranda Harcourt, Mick Rose & Dean O'Gorman                       |
| 2010 | Choice Night                     | Wardy                | corto - junto a Aaron McGregor, Pearl McGlashan, Louis Sutherland, Corrie Brink & Nic Sampson       |
| 2005 | 50 Ways of Saying Fabulous       | Arch                 | junto a Andrew Paterson, Harriet Beattie, Jay Collins, Michael Dorman & Georgia McNeil              |